# Monotagma yapacanensis
Monotagma yapacanensis är en strimbladsväxtart som beskrevs av Julian Alfred Steyermark och Bunting. Monotagma yapacanensis ingår i släktet Monotagma och familjen strimbladsväxter. Inga underarter finns listade.